# 11929 Uchino
11929 Uchino è un asteroide della fascia principale. Scoperto nel 1993, presenta un'orbita caratterizzata da un semiasse maggiore pari a 2,7911174 UA e da un'eccentricità di 0,2105484, inclinata di 8,16124° rispetto all'eclittica.